# Аерофото служба
Аерофото служба је грана обавјештајне службе у оружаним снагама која припрема аерофото материјал са ваздухоплова и сателита, обрађује снимке на земљи, врши обуку кадрова и развија нове поступке аерофото извиђања. Као техничка грана аерофото служба се налази у многим не-војним областима, као што су цивилно ваздухопловство, географске и геодетске установе, и метеоролошка служба, за комерцијалне или научне сврхе.